# Willem Dafoe
William James "Willem" Dafoe, ameriški filmski in televizijski igralec, * 22. julij 1955 Appleton, Wiscosin, ZDA.
Znan po svoji karieri, v kateri je igral različne vloge tako v mainstreamovskih kot umetniških filmih, je prejemnik različnih priznanj, vključno z nagrado Volpi Cup za najboljšega igralca, z nominacijami za štiri oskarje, filmsko nagrado britanske akademije in štiri zlate globuse. Leta 2018 je prejel častnega zlatega medveda.
Dafoe, rojen v Appletonu v Wisconsinu, je leta 1980 nastopil v filmu Nebeška vrata kot stranska vlogo. Znan je po sodelovanju z ustvarjalci filmov, kot so Paul Schrader, Abel Ferrara, Lars von Trier, Julian Schnabel, Wes Anderson in Robert Eggers. Prejel je nominacije za oskarja za vlogo sočutnega vojaškega narednika v vojni drami Vod (1986), v vlogi Maxa Schrecka v skrivnostnem filmu Vampirjeva senca (2000), prijaznega upravitelja v filmu Projekt Florida (2017) in Vincenta van Gogha v biografskem filmu Na kaplji večnosti (2018).
Med njegovimi drugimi filmi, v katerih je nastopil, so Živeti in umreti v Los Angelesu (1985), Zadnja Kristusova skušnjava (1988), Rojen 4. julija (1989), Divji v srcu (1990), Angleški pacient (1996), Ameriški psiho (2000), Vodno življenje s Stevom Zissoujem (2004), Antikrist (2009), John Carter (2012), Svetilnik (2019), Reveži (2023) in Nosferatu (2024).
Dafoe je bil ustanovni član gledališke družbe The Wooster Group. Leta 2002 je upodobil Normana Osborna v superjunaškem filmu Spider-Man, v vlogi Osborna pa je leta 2021 ponovno nastopil v filmu Spider-Man: Ni poti domov. Svoj glas je tudi posodil likom v animiranih filmih Reševanje malega Nema (2003), Čudoviti lisjak (2009) ter Fant in čaplja (2023).
Je poročen in ima sina Jacka, rojenega leta 1982.Njegov dober prijatelj je John C. McGinley.